# Mesochorus subfuscus
Mesochorus subfuscus là một loài tò vò trong họ Ichneumonidae.